# Синдзюку
Синдзюку (яп. 新宿区 Синдзюку-ку) — один из 23 специальных районов Токио, административный центр префектуры Токио. Город был основан путём объединения трёх близлежащих районов Усигомэ-ку, Ёцуя-ку и Ёдобаси-ку. Площадь города составляет 18,23 км², население — 349 743 человека (1 октября 2020), плотность населения — 19 185,02 чел./км².
Соседние специальные районы Токио: Тиёда на востоке; Бункё и Тосима на севере; Накано на западе, Сибуя и Минато на юге.

## Население

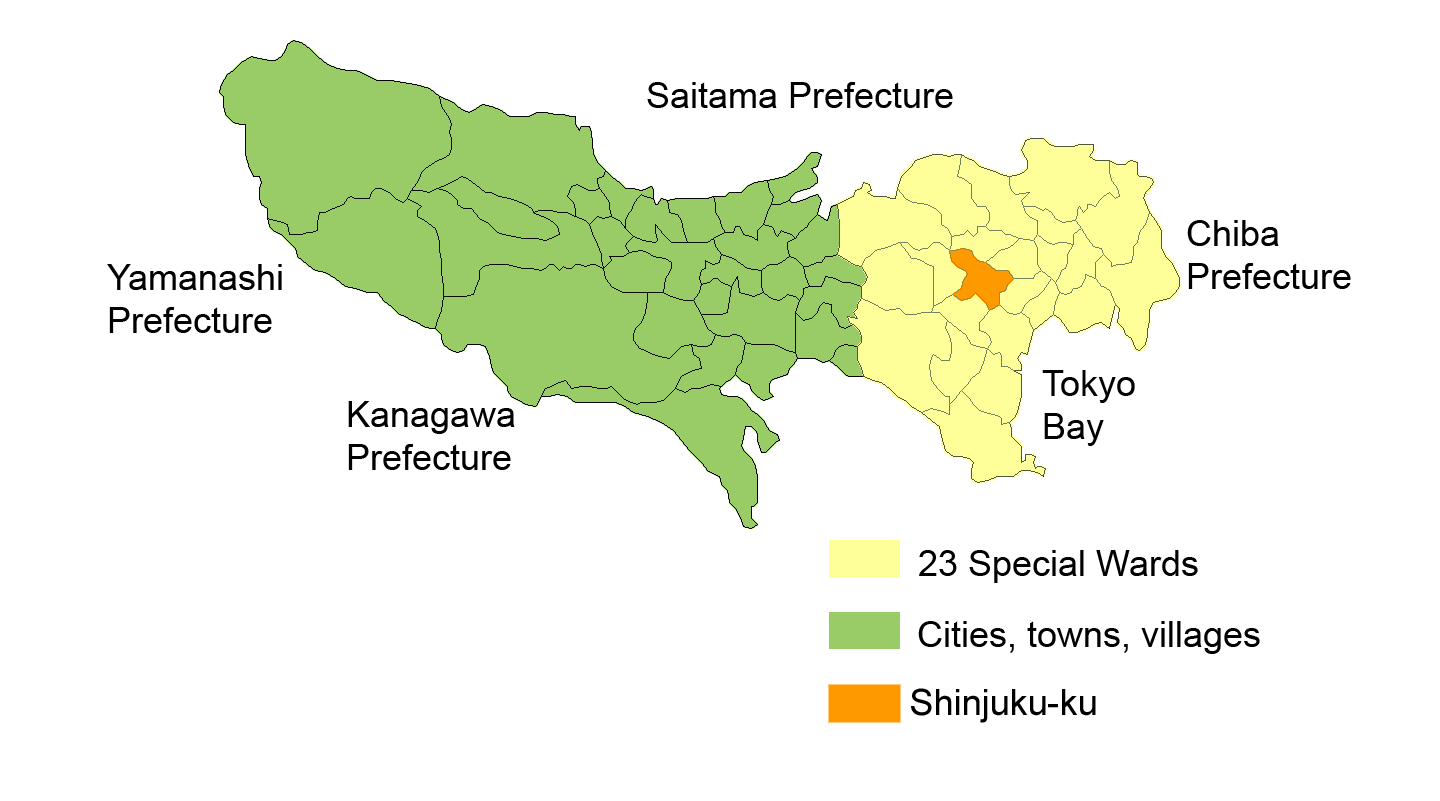
Район Синдзюку на карте

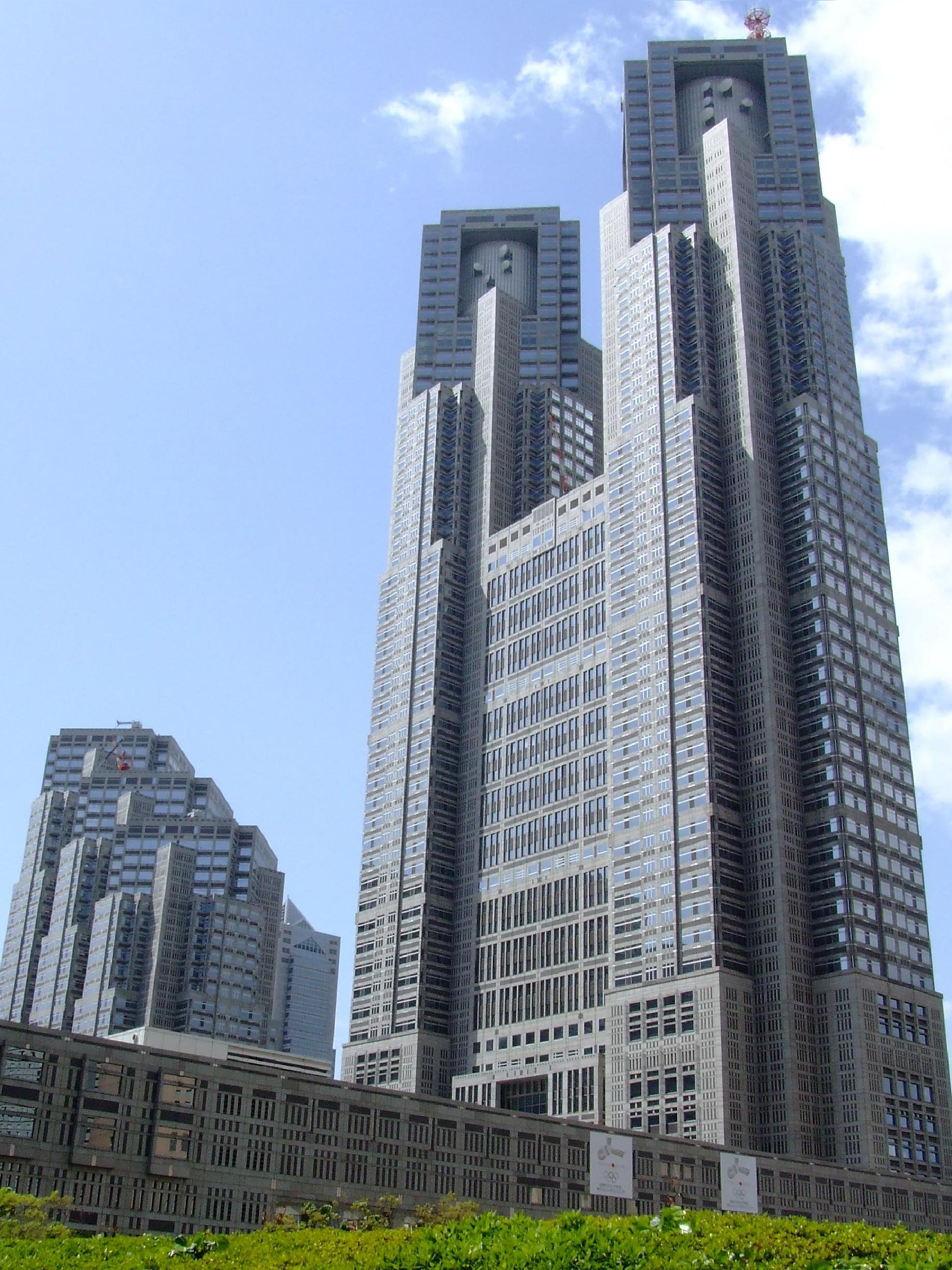
Здание токийского правительства

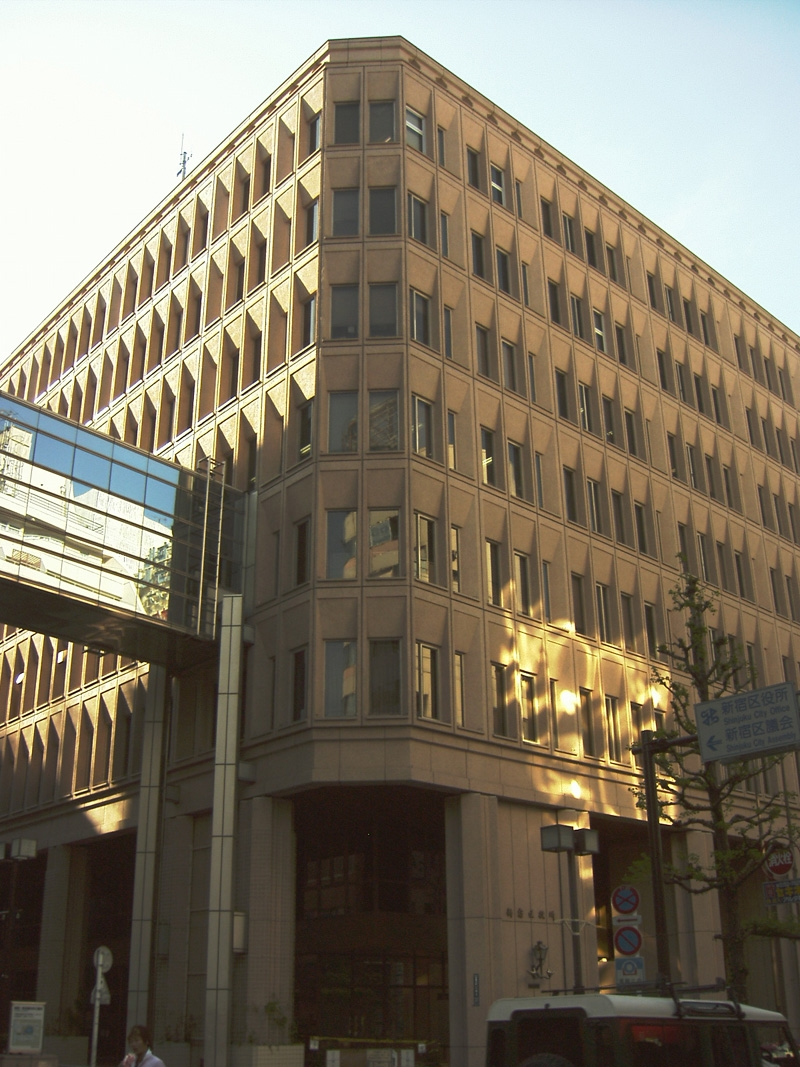
Мэрия района Синдзюку

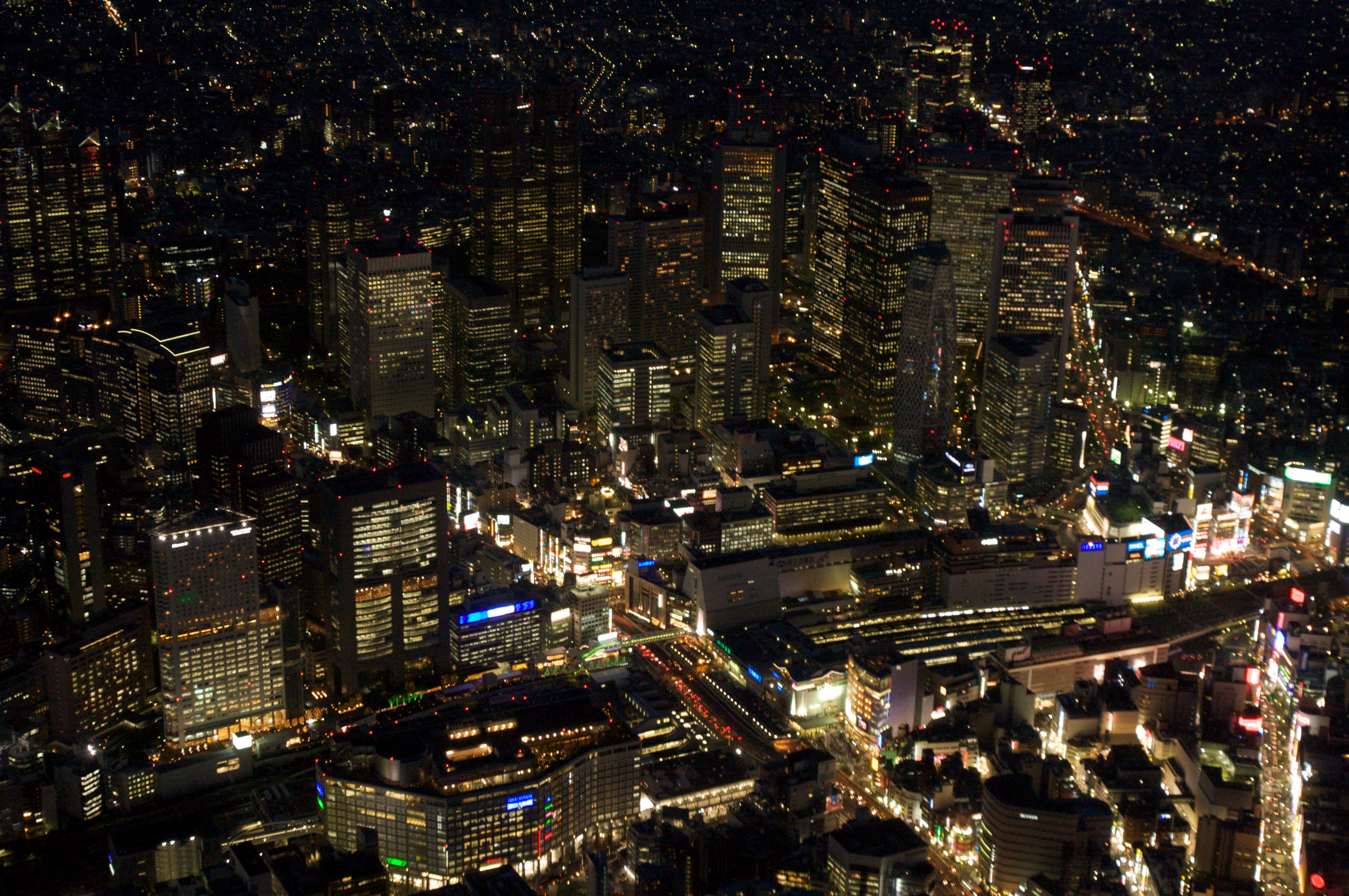
Станция Синдзюку

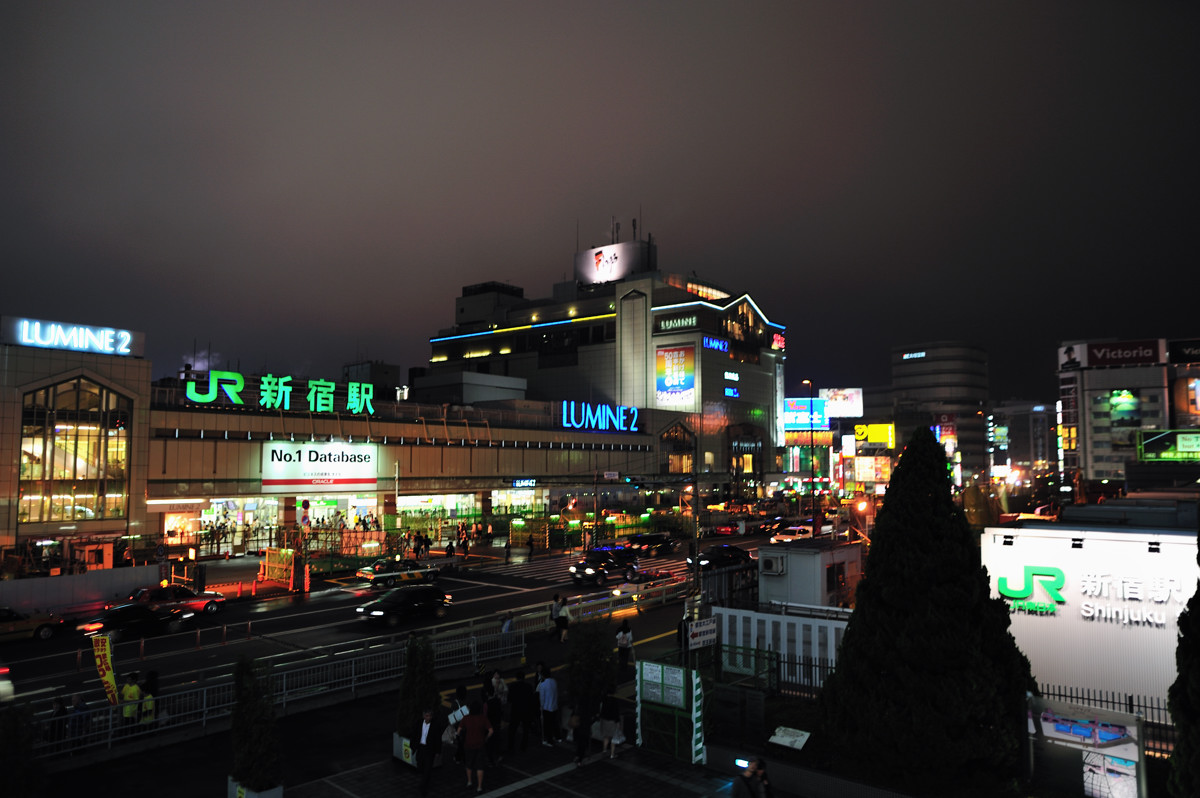
Станция Синдзюку

Синдзюку занимает первое место по количеству иностранцев среди всех 23 специальных районов Токио, здесь на 10 жителей приходится один иностранец. По состоянию на 1 октября 2005 года в Синдзюку были зарегистрированы 29 353 иностранцев из 107 различных стран.

## История
В 1698 году, в эпоху Эдо, Синдзюку (Новые жилища) стал небольшой почтовой станцией на тракте Косю кайдо, одной из главных дорог того времени, а в 1885 году была построена железнодорожная станция Синдзюку. В 1920 году город Синдзюку вошёл в состав Токио. После Токийского землетрясения 1923 года началось быстрое развитие Синдзюку. Этот район Токио наименее пострадал от стихии, поэтому сейчас именно в нём сосредоточено самое большое количество небоскрёбов в Токио.
Воздушные бомбардировки Токио в мае-августе 1945 уничтожили почти 90 % зданий вокруг вокзала Синдзюку. Но и после восстановительных работ округ в основном сохранил свой довоенный облик. В 1964 году, после Олимпийских игр в Токио, началась быстрая урбанизация Синдзюку.
15 марта 1947 года Синдзюку стал административным центром префектуры Токио, а в 1991 году в специально выстроенное здание небоскреба в Синдзюку переехало и правительство Токио.

## Достопримечательности
Синдзюку — главный административный и коммерческий центр Токио.
Здесь расположена самая оживленная железнодорожная станция мира — станция Синдзюку. Через вокзал проходит 3,64 млн пассажиров в день. К нему примыкают линии метро, терминалы общественного транспорта и подземные переходы с многочисленными магазинчиками. Хотя в районе, окружающем железнодорожную станцию Синдзюку, много гостиниц, универмагов, фирменных магазинов, кинотеатров, ресторанов и баров, остальная часть Синдзюку представляет собой смесь жилой и коммерческой недвижимости.

### Наиболее известные области Синдзюку
- Итигая — коммерческий район в восточной части Синдзюку, где расположены здание Министерства обороны и кампусы нескольких университетов.
- Голден Гай («Золотая улица») — квартал крошечных баров и клубов на 5-10 мест, расположенных в бывших борделях; излюбленное место японской богемы: музыкантов, артистов, актёров, журналистов. Эти бары, занимающие небольшую территорию, являются своеобразными клубами по интересам. В каждом из них собирается определённая группа постоянных посетителей.
- Кабуки-тё — самый большой и один из самых старинных увеселительных кварталов Японии к северо-востоку от вокзала, в котором располагается большинство кинотеатров, множество ресторанов и закусочных, а также огромный «квартал красных фонарей» с несколькими десятками публичных домов, пип-шоу и секс-шопов, а также квартал развлечений Ни-Тёмэ для людей нетрадиционной сексуальной ориентации.
- Кагурадзака — один из ханамати (кварталов гейш), изобилующий кафе и ресторанами.
- Ниси-Синдзюку — самый большой квартал небоскребов Японии, среди которых выделяется новое здание муниципалитета Токио высотой 243 м. С 1991 года здание муниципалитета, спроектированное архитектором Кэндзо Тангэ, является символом Синдзюку. Со смотровой площадки небоскреба, расположенной на 45 этаже на высоте 202 метра, в ясную погоду можно увидеть даже Фудзияму. Вход бесплатный.
- Окубо — вместе с районом Хякунин образует крупнейший «корейский квартал» в районе Канто.
- Синдзюку-Гёэн (Императорский парк Синдзюку) — один из самых известных парков Японии, прекрасный в любое время года. А каждую весну японцы традиционно приезжают сюда любоваться цветением сакуры. В 2006 году парк отметил свой 100-летний юбилей.
- Такаданобаба — квартал студенческих общежитий и ночных клубов, где базируется Университет Васэда (престижнейший частный университет Японии). Неподалёку от университета расположен сад Кансэн-эн.
- Ёцуя — квартал старинных построек и храмов, изобилующий магазинами, ресторанами и барами.

### Примечательные места и здания
- Здание «Синдзюку Парк Тауэр» с отелем «Парк Хаятт», известным по кинофильму «Трудности перевода».
- Вокруг станции Синдзюку расположен самый крупный торговый центр Японии с дюжиной огромных универмагов, среди которых 15-этажный универмаг «Такасимая», универмаги «Кэйо», «Одакю», «Тобу», культурно-развлекательный комплекс «Саншайн-Сити» и другие.
- Центральный парк Синдзюку, расположенный по соседству с небоскребами у здания муниципалитета.
- Дом Огасавары, построенный в 1927 году в испанском стиле, в котором сейчас находится ресторан.
- Буддистский храм Тайсодзи, затерянный среди огромных небоскрёбов.
- Музей Токийского пожарного департамента.
- Исторический музей Синдзюку.
- Новый Национальный театр.
- Театр Синдзюку Кома.

В Синдзюку расположены одни из самых высоких небоскрёбов Токио: 48-этажный «Токио Метрополитен Говернмент Билдинг» (243 м), 52-этажный «Синдзюку Парк Тауэр» (235 м), 54-этажный «Токио Опера Сити Тауэр» (234 м), 55-этажный «Синдзюку Мицуи Билдинг» (225 м), 54-этажный «Синдзюку Сентр Билдинг» (223 м), 52-этажный «Синдзюку Сумитомо Билдинг» (210 м), 50-этажный «Моде Гакуэн Кокун Тауэр» (204 м), 50-этажный «Синдзюку Номура Билдинг» (203 м), 43-этажный «Сомпо Джапан Билдинг» (193 м), 44-этажный «Синдзюку Ай-Лэнд Тауэр» (189 м), 38-этажный «Синдзюку Оук Тауэр» (184 м), 47-этажный «Кэйо Плаза Отель Норт Тауэр» (180 м).

## Экономика
В Синдзюку базируются корпорации «Одакю Груп» (транспорт, розничная торговля, недвижимость, финансы и телекоммуникации), «Одакю Электрик Рейлвэй» (железнодорожные перевозки), «Эйртрансс» (авиаперевозки), «Дай Ниппон Принтинг» (полиграфия и химическая промышленность), «Сэйко Эпсон», «Никон», «Олимпус» и «Хоя» (электроника и оптика), «Диа Кэнсэцу» (строительство), «Исэтан» и «Ёдобаси Камера» (розничная торговля), «Ёсиноя» (сеть ресторанов), «Сомпо Джапан Иншуренс» (страхование), «Синтося», «Футабася», «Обунся», «Икарос» и «Хакубункан» (издательское дело), «Сэйкё Симбун» (газеты и журналы), «Атлус» и «Дзёрудан» (видеоигры), «Сноу Бренд Милк Продактс» и «Лотте Холдингс» (пищевые продукты), «Зебра» (канцтовары), «Эйч. Ай. Эс.» (туризм), а также токийский офис пищевой корпорации «Ниссин Фудс».
Также в Синдзюку расположены офисы иностранных корпораций «Пфайзер», «Эппл», «Майкрософт». В августе 1991 года штаб-квартира Bandai Visual, ранее располагавшаяся в Синдзюку, переехала в Тайто.. В районе расположены торговые центры и универмаги «Такасимая», «Мицукоси», «Люмине», «Исэтан», «Сэйбу», «Одакю», «Одакю Милорд», «Одакю Эйс», «Токю Хендс», «Кэйо», «Кэйо Молл», «Тобу», «Биг Бокс», «Ёдобаси Камера» и «Бик Камера», а также студия «Фудзи Ти-Ви», пищевая фабрика «Лотте».

## Правительство и политика
Как и другие специальные районы Токио, Синдзюку имеет статус города.
Нынешний мэр — Кэнъити Ёсидзуми, с 24 ноября 2014 года по 23 ноября 2022 года находится на 2-м сроке на данном посту. Заместителями являются Ёситака Тэрада (с 1 апреля 2017 года назначен на 2-й срок на данный пост и Акитоси Судзуки  (с 1 апреля 2016 года назначен на 2-й срок на данный пост).
Местный городской совет состоит 38 избранных членов. В настоящее время большинство имеют Либерально-демократическая партия и Новая Партия Комэйто. Демократическая партия Японии, Коммунистическая и Социал-демократическая партии также представлены вместе с четырьмя независимыми депутатами.
В Синдзюку также расположено столичное правительство Токио.

## Города-побратимы
Синдзюку породнён с четырьмя городами:
- Япония, Ина;
- Греция, Лефкас;
- Германия, Митте;
- Китай, Дунчэн.